# Tabú dels noms
El tabú dels noms és un costum xinès segons el qual està prohibit dir o escriure determinats noms, que comprenen:
- l'emperador i avantpassats
- l'estat d'on provenia l'emperador o els seus avantpassats durant el seu regnat
- el nom del clan al qual hom pertany
- els personatges il·lustres, com Confuci, als quals la gent s'ha de referir amb paràfrasis

Trencar aquest tabú podia portar fins i tot a l'execució, com li va passar a Wang Xihou, que va escriure directament el nom de l'emperador al seu llibre.
Per evitar el tabú es pot:
- Substituir un caràcter per un altre de pronunciació similar
- Deixar un espai en blanc
- Ometre un tret del caràcter

Avui dia aquests tabús no se segueixen de manera escrupolosa, si bé els pares acostumen a evitar posar als seus fills els mateixos noms que els seus ascendents (a la inversa de com passa a molts pobles occidentals, on les nissagues comparteixen el mateix nom de pila).

## Costum pi'i a Tahití
A Tahití existia l'anomenat costum pi'i, literalment "anomenar", segons el qual determinades síl·labes o paraules que es poguessin relacionar amb els noms dels gran caps, arii rahi, esdevenien tabú.
El primer a prendre nota d'aquest costum va ser l'anglès George Vancouver. Ja havia estat a Tahití en dues ocasions amb el capità Cook. El 1791 hi va tornar com a comandant d'una expedició i va notar els canvis de certes paraules comunes. Un any abans d'arribar Vancouver, el 1790, el gran cap Tu va abdicar en el seu fill. El pare va prendre el nom de Pomare (plor de nit), conegut després com a Pomare I, i el fill va ser Tu Vaira'atoa, més tard Pomare II. Com a conseqüència, van esdevenir tabús les paraules que significativament es relacionessin amb els noms Tu Vaira'atoa o Pomare. Així, per exemple, la síl·laba tu es va canviar per tia, fetu (estel) va ser fetia, vai (aigua) va ser pape, po (nit) va ser ru'i, mare (plor) va ser hota. Aquest canvis van tenir conseqüències també en els topònims: l'illa Teturoa va esdevenir Tetiaroa, la ciutat de Vaiete (font d'aigua) va esdevenir Papeete, l'actual capital de Tahití. Poc després de Vancouver van començar a arribar els missioners i es va perdre el costum pi'i com altres tradicions.